# Tretopleura styloformis
Tretopleura styloformis is een sponssoort in de taxonomische indeling van de glassponzen (Hexactinellida). De spons leeft diep in zee. Het skelet van de spons bestaat uit spicula van kiezel.
De spons behoort tot het geslacht Tretopleura en behoort tot de familie Uncinateridae. De wetenschappelijke naam van de soort werd voor het eerst geldig gepubliceerd in 1988 door Tabachnick.